# IC 1964
IC 1964 — галактика типу S? (спіральна галактика) у сузір'ї Сітка.
Цей об'єкт міститься в оригінальній редакції індексного каталогу.